# 김서현 (아나운서)
김서현(2002년~)은 대한민국의 KBS대구방송총국 소속의 아나운서이다.

## 진행 프로그램
- KBS대구 1TV 아침마당 대구
- KBS대구 1TV 라이브 오늘
- KBS대구 1TV KBS 뉴스 9 대구·경북